# Malarrabia
La malarrabia es un puré dulce típico de la gastronomía del Perú, consumido durante la Semana Santa, y muy popular en Piura.

## Descripción
La malarrabia es un plato típico del departamento de Piura. Se acostumbra consumirlo en época de cuaresma y en Viernes Santo en Catacaos. Es una de las preparaciones del menú llamado "siete potajes".
Está elaborado con plátano macho muy maduro asado o al horno, queso fresco de cabra desmenuzado y un aderezo peruano a base de ají amarillo, cebolla, ajo y achiote para darle un característico color anaranjado.
Se sirve tradicionalmente en un poto (una calabaza seca y hueca), acompañado con arroz blanco graneado, menestra (frejol bayo o arveja amarilla seca) y pescado "pasado" o sudado (preferentemente peje blanco, perela, cabrilla o mero).